# Comuna de Grębków
Grębków (polaco: Gmina Grębków) é uma gminy (comuna) na Polónia, na voivodia de Mazóvia e no condado de Węgrowski. A sede do condado é a cidade de Grębków.
De acordo com os censos de 2004, a comuna tem 4650 habitantes, com uma densidade 35,6 hab/km².

## Área
Estende-se por uma área de 130,75 km².

## Demografia
Dados de 30 de Junho 2004:
|                      | Total   | Total | Mulheres | Mulheres | Homens  | Homens |
| -------------------- | ------- | ----- | -------- | -------- | ------- | ------ |
|                      | pessoas | %     | pessoas  | %        | pessoas | %      |
| População            | 4650    | 100   | 2292     | 49,3     | 2358    | 50,7   |
| Densidade (pop./km²) | 35,6    | 100   | 17,5     | 17,5     | 18      | 18     |

De acordo com dados de 2002, o rendimento médio per capita ascendia a 1188,56 zł.

## Comunas vizinhas
- Kałuszyn, Kotuń, Liw, Mokobody, Wierzbno